# 厄尼·哈珀
厄尼·哈珀（英語：Ernie Harper，1902年8月3日—1979年10月9日），英国男子田径运动员。他曾代表英国参加1924年、1928年和1936年夏季奥林匹克运动会田径比赛，其中1936年奥运会获得一枚银牌。